# Wookey
Wookey is een civil parish in het bestuurlijke gebied Mendip, in het Engelse graafschap Somerset met 1311 inwoners.